# شينيتشي إيتو
شينيتشي إيتو مواليد 7 ديسمبر 1966 في اليابان، هو متسابق دراجات نارية ياباني سابق. نافس في سباقات بطولة العالم لفئة 500 سي سي. كما شارك في بطولة العالم للسوبربايك وبطولة العالم للموتو جي بي.

## روابط خارجية
- شينيتشي إيتو على موقع MotoGP.com (الإنجليزية)
- شينيتشي إيتو على موقع WorldSBK.com (الإنجليزية)